# Novo-Ogarjovo
Novo-Ogarjovo (rusky Ново-Огарёво) je panské sídlo (v ruskojazyčných oblastech je tento typ sídla označován jako усадьба), zahrnující celý komplex staveb – ústřední panské sídlo, hospodářské budovy, parkové stavby včetně samotného parku a další objekty. Areál Novo-Ogarjovo se nachází ve vsi Usovo v Odincovském městském okruhu Moskevské oblasti, zhruba 30 km západně od moskevského Kremlu v centru metropole Ruské federace. Novo-Ogarjovo je od roku 2000 jednou z venkovských rezidencí prezidenta Ruské federace Vladimíra Putina.

## Historie
Novo-Ogarjovo se nachází na tzv. Carské cestě (Царская дорога) což byla zhruba 60 km dlouhá dopravní komunikace, která vedla z centra Moskvy směrem na západ do Zvenigorodu, jednoho z nejstarších měst v okolí Moskvy. Celá tato oblast podél řeky Moskvy bývala po staletí v popředí zájmu ruských vládců a dalších předních šlechticů. Na lov se sokoly sem vyjížděl například car Ivan Hrozný, náboženských poutí do starobylého Savvino-Storoževského kláštera (Саввино-Сторожевский монастырь) v Zvenigorodu se účastnil i car Petr I. a carevna Kateřina II. Podél někdejší Carské cesty, nynější Rubljovo-uspenské silnice č. A 106 (Рублево-Успенское шоссе). se až do 21. století dochovala celá řada historických šlechtických sídel a pravoslavných chrámů. Nejvýznamnějšími historickými sídly v této oblasti jsou například Archangelskoje, Iljinskoje, Usovo, Uspenskoje, Vvedenskoje nebo zámek Mejendorf baronky Meyendorff v obci Barvicha. Po Říjnové revoluci v tomto zámku určitou dobu žil V. I. Lenin, posléze byl Mejendorf sovětskou vládou využíván jako sanatorium a po rozpadu SSSR správu převzala – podobně jako v případě Novo-Ogarjova – kancelář prezidenta Ruské federace.
Panské sídlo Novo-Ogarjovo si nechal v 19. století na svých pozemcích v Usovu postavit ve stylu anglické novogotiky velkokníže Sergej Alexandrovič Romanov, syn ruského cara Alexandra II. a mladší bratr cara Alexandra III. Kolem zámku, připomínajícho panská sídla ve Skotsku, nechal velkokníže zřídit velkolepý anglický park.Novo-Ogarjovo dal v první polovině 50. let 20. století přebudovat na vládní rezidenci komunistický politik a blízký Stalinův spolupracovník Georgij Maximilianovič Malenkov, který byl v letech 1953–1955 předsedou rady ministrů SSSR, tj. sovětským premiérem.
Po roce 1955 sloužilo Novo-Ogarjevo pro potřeby ÚV KSSS jako rezidence, v níž byli ubytovávány významné zahraniční delegace. Po rozpadu SSSR bylo Novo-Ogarjovo využíváno pro pořeby Ruské federace jako vládní rezidence. Od roku 2000 tento nejpřísněji střežený areál využívá jako své venkovské sídlo ruský prezident Vladimír Putin a příslušníci jeho rodiny. V sídle Novo-Ogarjovo V. Putin pobýval i mezi roky 2008 až 2012, kdy byl ve funkci předsedy vlády Ruské federace. Toto sídlo si vybral k doživotnímu užívání na základě zákona, nazvaného „O zárukách, daných prezidentovi RF, který ukončil výkon svých pravomocí, a členům jeho rodiny“ („О гарантиях Президенту РФ, прекратившему исполнение своих полномочий, и членам его семьи“). Ve své rezidenci přijímal též přední světové politiky. (Pozn.: Dmitrij Medveděv, který v roce 2008 vystřídal V. Putina v prezidentské funkci, si jako své venkovské reprezentační sídlo zvolil nedaleké „Gorki-9“).

## Popis a zabezpečení objektu
V roce 2008 nechal V. Putin novo-ogarjovskou rezidenci přebudovat podle svých představ. Součástí sídla je plavecký bazén, sportovní hala, hlavní rezidence, dům pro hosty s kinosálem, pravoslavný chrám, heliport, nové stáje pro koně, skleníky a voliéry pro ptactvo. V severní lesnaté části areálu se nachází starý kostel Spasa Něrukotvornogo Obraza (Церковь Спаса Нерукотворного Образа) z roku 1765, který v době komunistické vlády byl přebudován na rekreační objekt a po rekonstrukci z roku 2004 mu bylo opět vráceno původní poslání.
Celý areál, který se nachází mezi řekou Moskvou a vesnicí Usovo, je od okolí oddělen až šest metrů vysokou zdí s množstvím kamer. Prezidentské sídlo není veřejnosti přístupné a nekonají se zde ani mimořádné prohlídky. Po roce 2012, kdy se Vladímír Purin opět vrátil do funkce prezidenta Ruské federace, Federální služba ochrany Ruské federace (Федеральная служба охраны Российской Федерации - ФСО России), která zodpovídá za bezpečnost, rozhodla o zpřísnění režimu a zákazu používání mobilních přístrojů a geolokací.

## Galerie

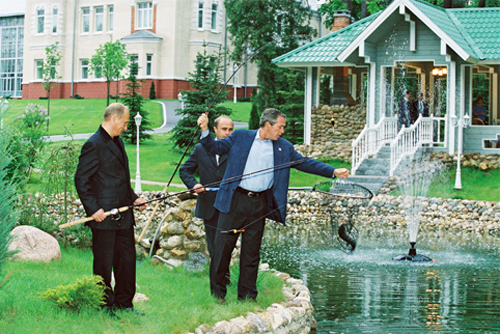
Vladimír Putin „rybaří“ v zámeckém bazénku s americkým prezidentem G. W. Bushem (2002)
Prezident USA Bill Clinton v Novo-Ogarjovu hraje na saxofon pro Borise Jelcina (1994)
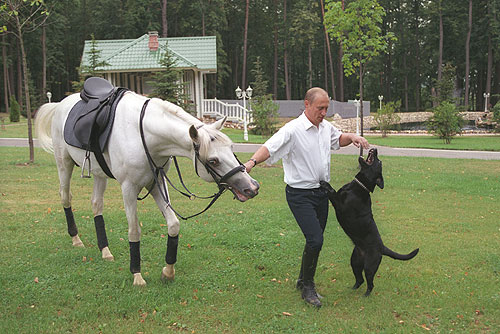
Vladimír Putin se svým oblíbeným psem, labradorem Koni
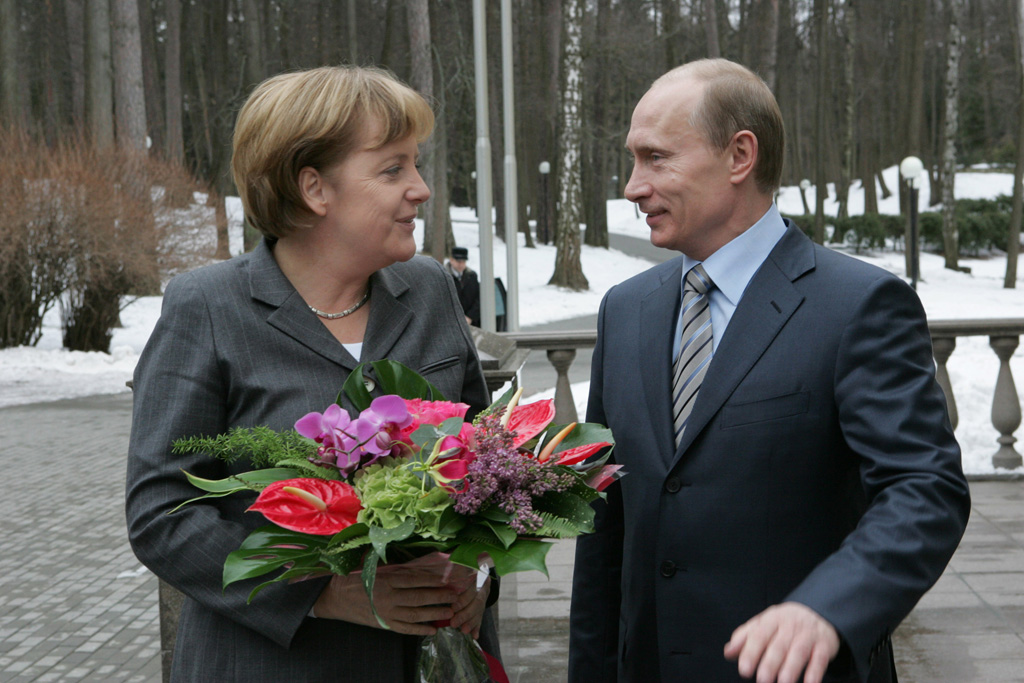
Německá kancléřka Angela Merkelová s Vladimírem Putinem (2008)
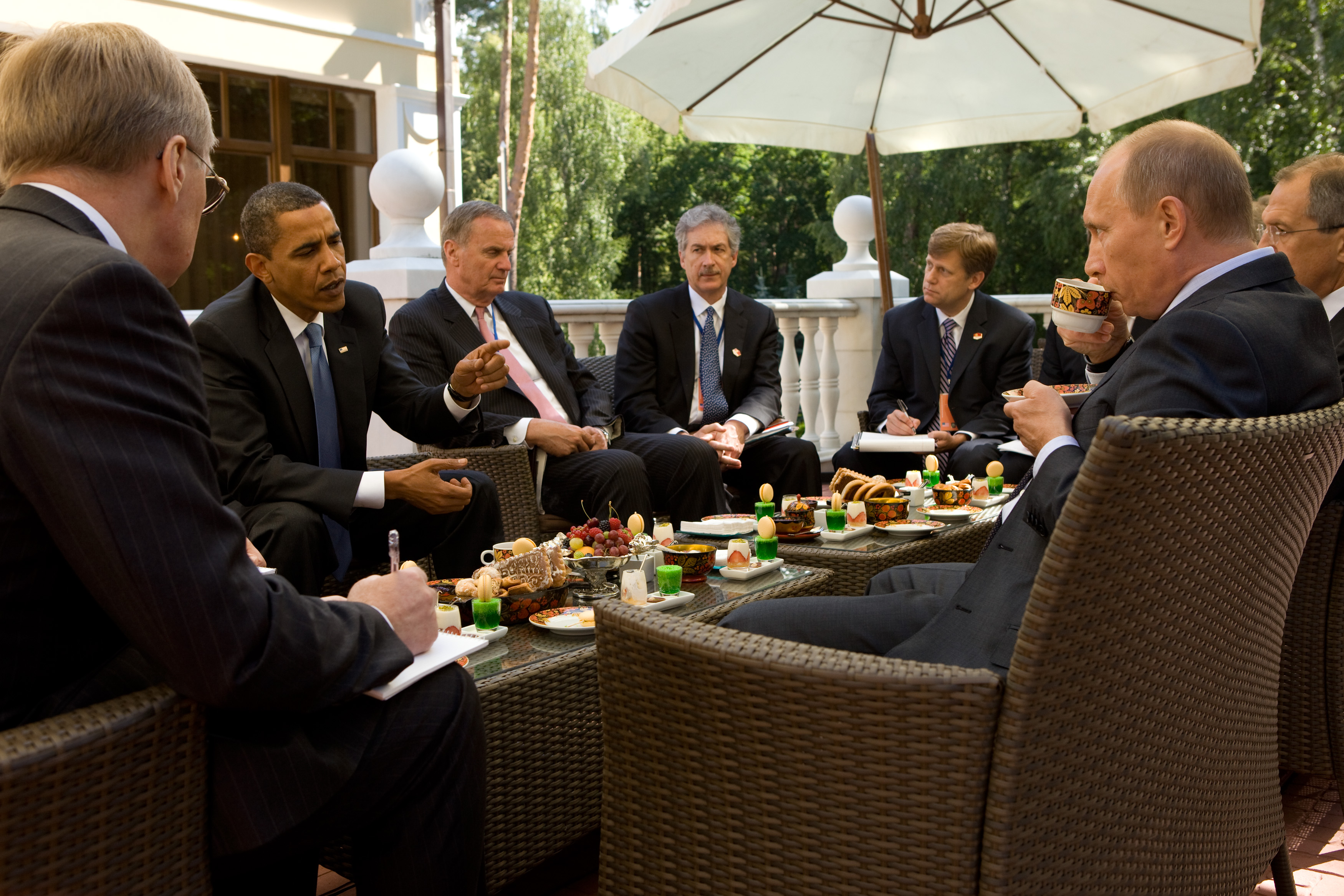
Barack Obama v čele americké delegace na návštěvě u V. Putina v Novo-Ogarjovu (2009)
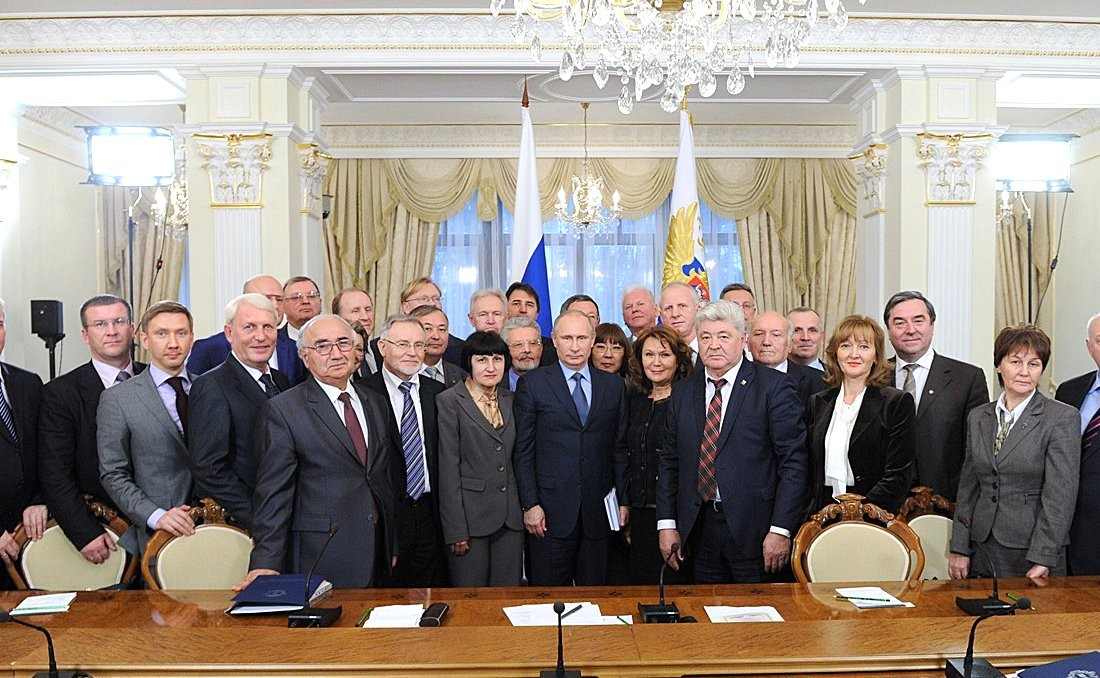
Setkání s ruskými ústavními právníky v sále zámku (2013)